# Polars
Polars es el álbum debut de la banda holandesa de metal Textures. Fue grabado, mezclado, producido y masterizado por el propio grupo, y lanzado en 2003 a través del sello Listenable Records. En 2004 hubo una reedición del mismo sello, con una portada ligeramente diferente, así como el videoclip del tema Ostensibly Impregnable.
El disco contiene ocho canciones, de las cuales dos de ellas son completamente ambientales, con diversos efectos de sonido. En el resto de pistas encontramos elementos death y progresivos, incluso ciertos toques hardcore. Es el único álbum grabado con el vocalista Pieter Verpaalen, quien fue reemplazado por Eric Kalsbeek antes del segundo lanzamiento.

## Lista de canciones
| N.º | Título                   | Duración |  |
| 1.  | «Swandive»               | 5:09     |  |
| 2.  | «Ostensibly Impregnable» | 3:21     |  |
| 3.  | «Young Man»              | 3:59     |  |
| 4.  | «Transgression»          | 4:20     |  |
| 5.  | «The Barrier»            | 2:55     |  |
| 6.  | «Effluent»               | 3:12     |  |
| 7.  | «Polars»                 | 18:25    |  |
| 8.  | «Heave»                  | 14:34    |  |

## Personal
- Pieter Verpaalen - Voz
- Jochem Jacobs - Guitarras, coros
- Bart Hennephof - Guitarras
- Richard Rietdijk - Sintetizador
- Dennis Aarts - Bajo
- Stef Broks - Batería

Grabado, producido, mezclado y masterizado por Textures.
- Datos: Q3394067